# Südniedersachsen-Innovations-Campus

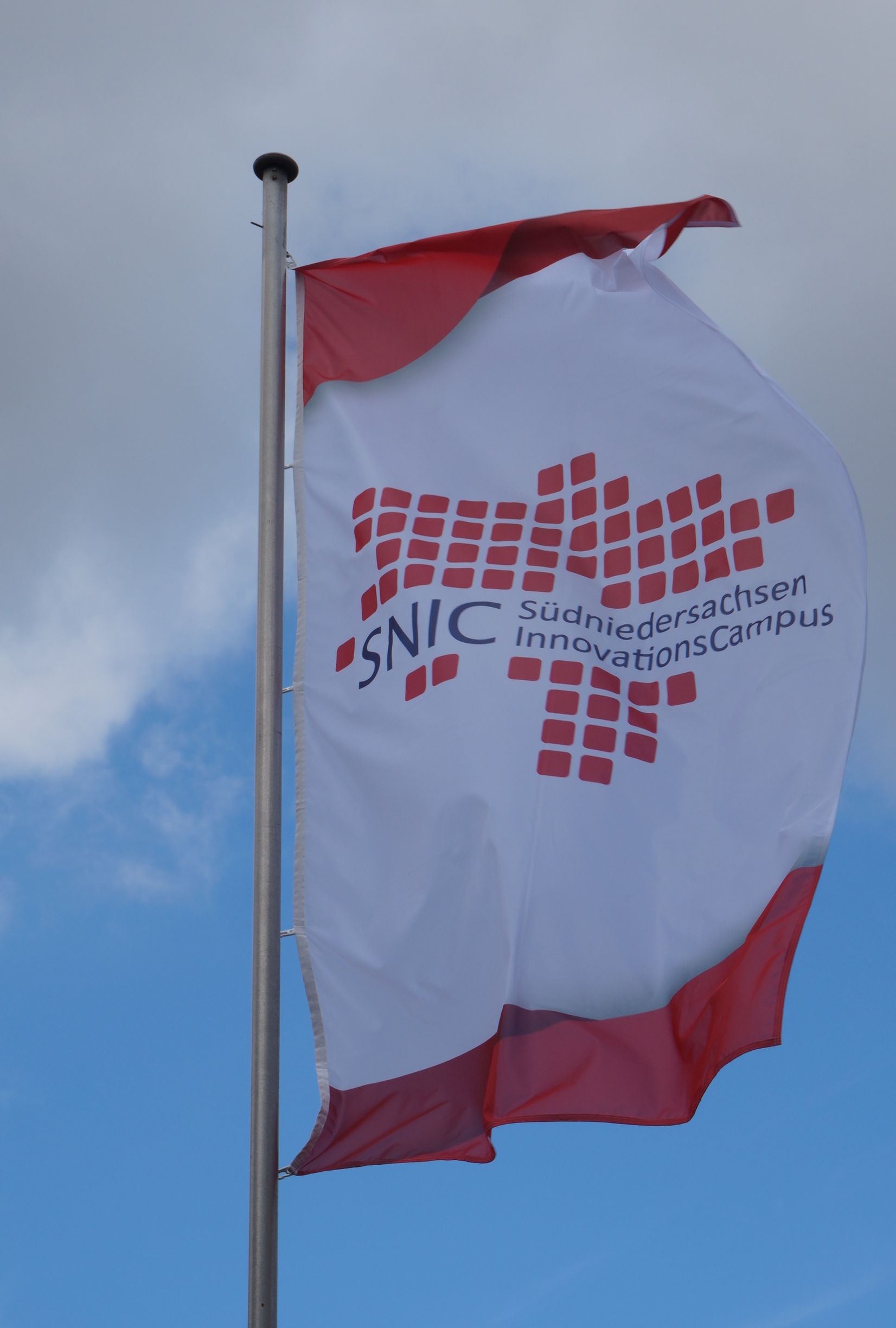
SNIC-Flagge vor dem Sitz der Geschäftsstelle in Göttingen.

Der Südniedersachsen-Innovations-Campus (SNIC, Eigenschreibweise SüdniedersachsenInnovationsCampus) ist ein institutionenübergreifender und regionsweiter Innovationsverbund in Südniedersachsen. Er wurde 2016 durch einen Kooperationsvertrag regionaler Akteure gegründet und im Rahmen des Südniedersachsenprogramms der niedersächsischen Landesregierung finanziell unterstützt. Die einzelnen SNIC-Projekte werden mit Mitteln aus dem Niedersächsischen Vorab der Volkswagenstiftung, des Niedersächsischen Ministeriums für Wissenschaft und Kultur und des Niedersächsischen Wirtschaftsministeriums sowie mit Unterstützung des Europäischen Fonds für regionale Entwicklung (EFRE) gefördert.

## Organisation
Im SNIC haben sich die vier Hochschulen der Region Südniedersachsen – die Universität Göttingen, die HAWK Hildesheim/Holzminden/Göttingen, die PFH Private Hochschule Göttingen und die TU Clausthal – sowie die Landkreise Göttingen, Goslar, Holzminden, Northeim und die Stadt Göttingen mit ihren Wirtschaftsförderungen, die Handwerkskammer Hildesheim-Südniedersachsen, die IHK Hannover und die SüdniedersachsenStiftung zusammengeschlossen. Seit der im Juli 2019 begonnenen zweiten Förderperiode gehören auch die Universitätsmedizin Göttingen, das Deutsche Primatenzentrum, das Deutsche Zentrum für Luft- und Raumfahrt, das Institut für Nanophotonik, die Max-Planck-Institute für biophysikalische Chemie, für Dynamik und Selbstorganisation, für experimentelle Medizin, für Sonnensystemforschung und zur Erforschung multireligiöser und multiethnischer Gesellschaften sowie das Volkswirtschaftliche Institut für Mittelstand und Handwerk an der Universität Göttingen dem Kreis der Kooperationspartner und Projektteilnehmer an. Sie sind zugleich im Göttingen Campus organisiert.
Die SNIC-Geschäftsstelle ist unter dem Dach der Südniedersachsenstiftung verortet. Sie vernetzt die Arbeitsfelder und sorgt dafür, dass passende Kontakte gefunden und Angebote gebündelt werden. Die Geschäftsstelle wird ausschließlich regional finanziert.
Als Impuls- und Kontrollgremium fungiert eine Steuerungsgruppe, die sich aus Vertretern der Kooperationspartner zusammensetzt.

## Ziele
Der SNIC ist zentrales strukturbildendes Element der Innovationsregion Südniedersachsen und hat damit die Aufgaben, (1) Wissenschaft und Wirtschaft so zu vernetzen, dass Unternehmen und Hochschulen sowie Forschungseinrichtungen enger kooperieren und voneinander profitieren, (2) die Gründungskultur in Südniedersachsen zu stärken und (3) dem Fachkräftemangel effektiv entgegenzuwirken. Zu diesem Zweck schlägt der SNIC Brücken zwischen Wissenschaftlern und Unternehmen und vernetzt sie mit Kommunen und Kammern. Auf diese Weise schöpft der SNIC das Potenzial dieser Wissensregion besser aus und unterstützt, es in Innovationen zu überführen.

## Angebote

### Accelerator
Der SNIC Life Science Accelerator ist ein Start-up-Zentrum, das seit Januar 2018 vom niedersächsischen Wirtschaftsministerium gefördert wird und auf einer der besonderen Stärken der Region in den Life Sciences aufbaut. Die ursprünglich zweijährige Förderperiode wurde bis Ende 2022 verlängert. Projektträger ist die Gesellschaft für Wirtschaftsförderung und Stadtentwicklung Göttingen (GWG). Die 50-prozentige Ko-Finanzierung erbringen die Sparkassen Göttingen, Duderstadt, Einbeck, Northeim und Osterode. Der Accelerator beschleunigt und stärkt die Entwicklung von Neu- und Ausgründungen aus Hochschulen und Unternehmen mit dem Fokus Lebenswissenschaften. Dabei setzt der Accelerator auf ein maßgeschneidertes Qualifizierungsprogramm, Coaching durch Paten, Mentoren und Experten sowie Investorengewinnung. Pro sechsmonatigem Durchlauf bietet der Accelerator Platz für sechs Teams.

### Angewandte Abschlussarbeiten
Studierende schreiben ihre Bachelor-, Master- oder Doktorarbeit in Kooperation mit regionalen Unternehmen und erhalten dabei finanzielle Unterstützung vom SNIC. So profitieren Unternehmen vom Know-how der Studierenden, lernen potenzielle Mitarbeiter kennen und intensivieren ihre Kontakte in die Hochschulen. Zudem knüpfen Studierende erste Kontakte in die Wirtschaft, so dass sie regionale Unternehmen als potenzielle Arbeitgeber kennenlernen.

### Betriebsexkursionen
Studierende der SNIC-Partnerhochschulen lernen Betriebe in der Region kennen, und die Unternehmen haben Gelegenheit, sich als attraktiver Arbeitgeber für künftige Fach- und Führungskräfte zu präsentieren. Die SNIC-Exkursionen lassen sich nach dem Bedarf der Unternehmen auf bestimmte Studiengänge und Fachrichtungen beschränken, um Passgenauigkeit herzustellen.

### Blick in die Forschung
In der Veröffentlichung „Blick in die Forschung“ werden aktuelle anwendungsorientierte Forschungsergebnisse aus den verschiedenen Fachbereichen anschaulich auf zwei bis drei Seiten dargestellt.

### Gründungsunterstützung
Der SNIC bietet Gründenden sowie Start-ups umfangreiche Unterstützungsangebote – darunter eine kostenlose Crowdfunding-Beratung. Zudem arbeitet der SNIC am Aufbau eines Business-Angel-Netzwerks. Regelmäßige niedrigschwellige Vernetzungs- und Informationsveranstaltungen (sogenannte Meetups) außerhalb des Oberzentrums Göttingen bieten eine Plattform für den Austausch der Gründenden untereinander und mit Experten und stärken darüber hinaus die regionale Gründungsdynamik.

### Innovation Hub Network
Der Innovation Hub Südniedersachsen ist ein offenes Netzwerk, das vom SNIC koordiniert wird. Das Netzwerk soll dazu beitragen, dass Start-ups, Freiberufler, wissenschaftliche Arbeitsgruppen und Unternehmen in Südniedersachsen passende Räume finden, um flexibel arbeiten, tüfteln und sich austauschen zu können. Kern des Netzwerks ist die Webseite innovationhubs.de. Hier haben Anbieter von Coworking Spaces, Prototypenwerkstätten sowie Meeting- und Eventräumen Gelegenheit, ihre Angebote kostenlos darzustellen.

### Innovationsakademie
In der SNIC-Innovationsakademie erhalten Studierende, wissenschaftliche Mitarbeiter, Postdocs etc. eine umfassende Qualifizierung im Bereich der Entrepreneurship und Innovation Education. Das Spektrum reicht von Vortragsreihen über Spezialveranstaltungen bis hin zum Zertifikatsstudienprogramm „Innovation und Gründung“.

### Innovationsscouting
Die Innovationsscouts an den Hochschulen gewährleisten ein flächendeckendes Screening von relevanten Forschungsergebnissen, um Innovationspotenziale zu erschließen. Diese werden dokumentiert und als „Technologieangebote“ auf der SNIC-Webseite veröffentlicht. Die zielgruppenorientierte Aufarbeitung und der Austausch mit den Technologieberatern ermöglichen den Wissens- und Technologietransfer in die regionale Wirtschaft und führen damit zu Innovationsprojekten in Unternehmen.

### Praxisforum und Unternehmerrunde
Die Praxisforen und Unternehmerrunden dienen dem Austausch zwischen Wirtschaft und Wissenschaft. Hier erfahren Unternehmer nicht nur, welche Themen die Forschenden in den Hochschulen derzeit umtreiben, sondern sie haben auch Gelegenheit, eigene Fragestellungen und Themen einzubringen.

### Praxisseminar
Im Praxisseminar bearbeiten studentische Teams im Rahmen einer Lehrveranstaltung unter Anleitung wissenschaftlicher Betreuer konkrete Fragestellungen aus regionalen Unternehmen. Studierende erhalten so realistische Einblicke in die Arbeitswelt sowie hilfreiches Feedback durch die Auftraggeber. Die Unternehmen wiederum profitieren von theoretisch fundierten Konzepten und dem oftmals noch unverstellten Blick der Studierenden. Der SNIC dient als Ansprechpartner für interessierte Unternehmen und übernimmt zudem einen Teil der Kosten, die Studierenden im Rahmen der Zusammenarbeit entstehen.

### Pre-Inkubator
Der Pre-Inkubator ist ein niedrigschwelliges Raumangebot und steht Studierenden und wissenschaftlichen Mitarbeitern der südniedersächsischen Hochschulen für innovative Projekte in der Vorphase der Realisierung offen. Hier können sie rund um die Uhr kostenlos daran arbeiten, ihre Ideen konzeptionell zu entwickeln und die Umsetzung, z. B. über die Gründung eines Unternehmens, vorzubereiten. Begleitend erhalten sie zudem Unterstützung durch Coaching und Mentoring.

### SNIC vor Ort
Der Wettbewerb „SNIC vor Ort“ zielt darauf ab, engagierte ländliche Gemeinden in Südniedersachsen zu identifizieren und mit den Akteuren vor Ort wissensbasierte Lösungen für lokale Probleme zu entwickeln – etwa für Wohn- und Mobilitätsangebote, Anforderungen an Vereine oder technische Infrastruktur. Dafür stehen interdisziplinäre Teams aus den jeweiligen Forschungsschwerpunkten der SNIC-Partnerhochschulen zur Verfügung. Die Ergebnisse sollen mittels Themenkonferenzen in andere Orte transferiert werden.

### Technologieberatung
Die SNIC-Technologieberater unterstützen kleine und mittlere Unternehmen in den Landkreisen Göttingen und Northeim sowie der Stadt Göttingen darin, Förderangebote und in der Wissenschaft vorhandenes Potenzial zu nutzen. Zu diesem Zweck ermöglichen sie diesen Unternehmen den Zugang zum Know-how der regionalen Forschungseinrichtungen sowie anderer Unternehmen und unterstützen die Umsetzung von Projekten, die zu neuen Prozessen, Produkten und Dienstleistungen führen. Dabei stimmen sie sich eng mit den SNIC-Innovationsscouts ab.

### Zukunfts- und Projektwerkstatt
In der Zukunftswerkstatt entwickeln Wissenschaftler, Studierende sowie Fach- und Führungskräfte regionaler Unternehmen gemeinsam Ideen und Themen für weitergehende Projektvorhaben. Dies kann hochschulbezogen oder -übergreifend stattfinden. Die Projektideen können anschließend Eingang in verschiedene SNIC-Formate finden. Eines davon ist die Projektwerkstatt, in der interdisziplinäre Arbeitsgruppen aus Wissenschaftlern, Studierenden, Unternehmensvertretern und zivilgesellschaftlichen Akteuren ausgewählte Fragestellungen in ganztägigen Workshops entlang eines am Design Thinking orientierten Innovationsprozesses bearbeiten. Das Ergebnis können Studien- bzw. Abschlussarbeiten, Leistungen im Rahmen des Zertifikatsprogramms „Innovation und Gründung“, konkrete Gründungs- bzw. Innovationskonzepte oder auch fertige Marktleistungen sein.